# Adolf Ignacy Skarbek-Malczewski
Adolf Ignacy Skarbek-Malczewski z Malczewa herbu Abdank (ur. 18 czerwca 1813, zm. 29 maja 1887), syn Hipolita.

## Życiorys
Podczas powstania listopadowego, jako podporucznik – adiutant polowy, został odznaczony 2 czerwca 1831 Złotym Orderem Virtuti Militari.
Przyjacielem Adolfa był Teofil Lenartowicz, który w zamian za przesłaną mu ziemię z pól bitewnych, na jego cześć napisał:
Dajże mi swoją prawicę poczciwą,
A wiesz, żeś łez mi napędził swym darem.
Tą garstka ziemi, którąś w polu szarem
Zebrał dla brata nad ojczystą niwą.
Bógże ci zapłać... Pójdzie ta do trumny,
Pójdzie z tułaczem, gdy ciało ochłodnie,
I z tej ja garstki ziemi będę dumny,
Żem ją na piersiach moich nosił godnie...
Jego pierwszą żoną była Jadwiga Sobeska, drugą Pelagia Katarzyna Radzimińska h. Lubicz.
Dziadkiem Adolfa był Ignacy Skarbek-Malczewski, zaś prapradziadkiem – Stanisław Malczewski (1668-1735).
Prawdopodobnie od 1846 jego ojciec Hipolit, posiadał majątek Kruchowo powiat gnieźnieński.
Podczas powstania wielkopolskiego w 1848 roku, był komendantem ułanów w Nowym Mieście (obóz nowomiejski).